# Ez nálunk lehetetlen
Az Ez nálunk lehetetlen 1965-ben bemutatott magyar rajzfilm. Az animációs játékfilm írója és rendezője Macskássy Gyula és Várnai György, zeneszerzője Kincses József. A mozifilm a Pannónia Filmstúdióban gyártásában készült.
A film egy ironikus társadalomkritika, a korabeli kádári rendszer bürokráciájáról és a magánszektor önzéséről.

## Történet
A rajzfilm az állami és magánépítkezéseket összehasonlító paródia.

## Alkotók
- Írta, tervezte és rendezte: Macskássy Gyula, Várnai György[1]
- Zenéjét szerezte: Kincses József
- Operatőr: Neményi Mária[1]
- Hangmérnök: Bársony Péter
- Vágó: Czipauer János
- Rajzolták: Jankovics Marcell, Máday Gréte, Pomázi Lajos, Spitzer Kati, Szemenyei András
- Színes technika: Dobrányi Géza, Kun Irén
- Gyártásvezető: Sárospataki Irén

Készítette a Pannónia Filmstúdió.